# Schizophrénie paranoïde
 Mise en garde médicale
La schizophrénie paranoïde est un sous-type de schizophrénie tel que défini dans le Manuel diagnostique et statistique des troubles mentaux, le DSM-IV, de code 295.30. Elle est le type le plus commun de schizophrénie,. 

## Explications
La schizophrénie est définie comme « une maladie mentale chronique dans laquelle une personne perd contact avec la réalité (psychose) ». La schizophrénie est divisée en sous-types sur la base de la « symptomatologie prédominant au moment de l'évaluation. » Le tableau clinique est dominé par un nombre relativement stable de délires paranoïdes, généralement accompagnés par des hallucinations, en particulier auditives (entendre des voix), et des troubles de la perception. Ces symptômes peuvent avoir un effet énorme sur le fonctionnement et peuvent avoir un impact négatif sur la qualité de vie d'une personne. La schizophrénie paranoïde est une maladie dont on ne guérit pas (même si certaines études et auteurs affirment le contraire,,), mais avec un traitement approprié, une personne en souffrance  peut avoir une meilleure qualité de vie.
Bien que la schizophrénie paranoïde soit définie par ces deux symptômes, elle l'est aussi par le manque de certains symptômes (symptômes négatifs). Les symptômes suivants ne sont pas de premier plan : « discours désorganisé, comportement désorganisé ou catatonique, ou affect inapproprié ou inexistant[réf. nécessaire] ». Ces symptômes sont présents sous une autre forme de schizophrénie, la schizophrénie désorganisée. Les critères pour le diagnostic de la schizophrénie paranoïde doivent être présents depuis au moins six mois[réf. nécessaire]. On s'assure également que la maladie est chronique et non aiguë, donc qu'elle ne  disparaîtra pas avec le temps.
La schizophrénie paranoïde est définie dans le Manuel diagnostique et statistique des troubles mentaux (4e édition), mais elle a été retirée de la 5e édition. L'American Psychological Association a choisi d'éliminer les sous-types de schizophrénie parce qu'ils « limitaient le diagnostic, manquaient de fiabilité, et des validités faibles. » Les symptômes et l'absence de symptômes qui ont été utilisés pour classer les différents sous-types de schizophrénie n'étaient pas suffisamment concrets pour être en mesure d'être diagnostiqués. L'APA a également estimé que les sous-types de schizophrénie devaient être supprimés, car « ils ne semblent pas aider à fournir un traitement mieux ciblé, ou à prédire la réponse au traitement. » Traitement ciblé et réponse au traitement varient de patient à patient, en fonction de ses symptômes. Il est plus avantageux, par conséquent, d'examiner la gravité des symptômes lors de l'examen des options de traitement.

## Symptômes
La schizophrénie paranoïde se manifeste dans une série de symptômes. Les symptômes courants de la schizophrénie paranoïde incluent des hallucinations auditives (entendre des voix), des délires paranoïaques (croire que tout le monde veut vous nuire). Toutefois, deux  symptômes séparent cette forme  d'autres formes de schizophrénie.  
Un critère pour séparer schizophrénie paranoïde d'autres types est le délire. Les délires peuvent mener la personne à se comporter d'une manière qui pourrait nuire à elle-même ou aux autres. Un délire est une croyance forte et erronée, même lorsqu'une preuve démontre le contraire. Quelques délires couramment associés à la schizophrénie paranoïde : « croire que le gouvernement surveille chaque mouvement que vous faites, ou qu'un collègue empoisonne votre déjeuner ». Ces croyances sont irrationnelles, et peuvent inciter la personne qui les détient à se comporter de façon anormale. Un autre type fréquent de délire est une illusion de grandeur, ou « fixe, fausse croyance que l'on possède des qualités supérieures telles que le génie, la célébrité, la toute-puissance, ou de la richesse. » Plus couramment encore « la croyance que vous pouvez voler, que vous êtes célèbre, ou que vous avez une relation avec une personne célèbre. »
Un autre critère présent chez les patients souffrant de schizophrénie paranoïde est les hallucinations auditives, dans lequel la personne entend des voix ou des sons qui ne sont pas présents réellement. Le patient entendra parfois plusieurs voix qui peuvent s'adresser à lui-même ou aux autres. Ces voix que le patient entend peuvent l'amener à se comporter de manière particulière. Des chercheurs de la Fondation Mayo pour l'éducation médicale et de la recherche font la description suivante : « elles [les voix] peuvent continuellement formuler des critiques sur ce que vous pensez ou faites, ou faire des commentaires cruels sur vos fautes réelles ou imaginaires. Les voix peuvent également commander de faire des choses qui peuvent être nocives pour vous-même ou pour les autres ». Un patient présentant ces hallucinations auditives peut être observé à se parler à lui-même parce qu'il croit que les voix sont effectivement réelles. Tous les symptômes de la schizophrénie peuvent conduire la personne à passer à l'acte. Un diagnostic précoce est important pour le succès du traitement de la schizophrénie.

## Diagnostic
Les critères du DSM-IV pour le diagnostic de la schizophrénie requièrent la présence de symptômes sur un certain temps afin de diagnostiquer avec certitude une schizophrénie. Une personne doit présenter deux ou plusieurs symptômes de base pendant au moins un mois, comme les délires, les hallucinations, discours désorganisé, comportement extrêmement  désorganisé ou catatonique, ou symptômes négatifs. Il faut aussi une détérioration significative sur le  travail de la personne, ses performances scolaires, les relations interpersonnelles, et la capacité de prendre soin de soi. Ces symptômes doivent durer un minimum de six mois avec les premiers symptômes  continu pendant au moins un mois. La schizophrénie paranoïde se distingue par des hallucinations et délires de présence impliquant un sentiment de persécution ou au contraire de grandeur dans leurs croyances sur le monde.
Les personnes atteintes de schizophrénie paranoïde semblent souvent plus adaptées ou « normales » comparées aux autres formes de schizophrénie, comme les personnes souffrant d'une schizophrénie hébéphrénique. Le diagnostic de schizophrénie paranoïde est donnée avec la présence d'idées délirantes ou des hallucinations bizarres qui défient les lois naturelles des processus logiques de la pensée, ou troubles de la pensée et de repli en raison de ces pensées et ces délires. Les patients qui sont diagnostiqués schizophréniques paranoïdes sont souvent donnés comme ayant un meilleur pronostic que les autres types, car ils sont généralement plus à même de prendre soin d'eux-mêmes et sont plus équilibrés mentalement.
Avec la suppression des sous-types de la schizophrénie, la schizophrénie paranoïde ne sera plus utilisée en tant que catégorie de diagnostic. Si une personne présente des symptômes de la schizophrénie, y compris les symptômes de paranoïa, ils seront simplement diagnostiqués schizophréniques et seront traités avec des antipsychotiques en fonction de leurs symptômes individuels.

## Prévention
Selon la clinique Mayo, il est préférable de commencer à recevoir un traitement pour la schizophrénie paranoïde le plus tôt possible et de le maintenir tout au long de sa vie. Cette poursuite du traitement ne peut pas réduire le risque de contracter la schizophrénie paranoïde, cependant, ça aide à garder les symptômes graves sous contrôle et permettra à la personne de mener une vie plus ou moins stable.
Certaines sources laissent à penser que ce trouble a une forte composante héréditaire avec un premier degré, chez un des deux parents, frères ou sœurs. Il pourrait exister des influences environnementales, y compris « l'exposition prénatale à une infection virale, un faible taux d'oxygène pendant l'accouchement (travail prolongé ou naissance prématurée), l'exposition à un virus pendant la petite enfance, la perte ou la séparation des parents prématurée, et abus physique ou sexuel pendant l'enfance. » L'élimination de l'un de ces facteurs peut aider à réduire le risque de développement d'une schizophrénie paranoïde.

## Traitement
La schizophrénie paranoïde est une maladie qui nécessite un traitement constant avec des neuroleptiques afin de permettre à la personne d'avoir un mode de vie relativement stable et normal. Une personne schizophrène devrait demander l'aide de la famille ou des soins précoces assurés par un médecin, psychiatre, psychothérapeute, pharmacien, membres de la famille, infirmier de secteur psychiatrique (ISP), ou un assistant social, à condition qu'il ou elle soit dans la capacité de le faire, en raison de l'incapacité de nombreux schizophrènes à accepter leur maladie. Les principales options qui sont offertes pour le traitement de la schizophrénie paranoïde sont les suivantes : neuroleptiques, la psychothérapie, hospitalisation, etc., et bilan de compétences.
Il existe des troubles avec des symptômes similaires à ceux de la schizophrénie paranoïde, conduisant parfois à des erreurs de diagnostic. Il existe des tests que les psychiatres effectuent pour essayer d'obtenir un diagnostic correct. Ils comprennent une « évaluation psychiatrique, dans laquelle le médecin ou le psychiatre pose une série de questions sur les symptômes du patient, des antécédents psychiatriques et des antécédents familiaux de problèmes de santé mentale, les antécédents médicaux et l'examen, dans laquelle le médecin  interrogera sur la situation personnelle et familiale, l'anamnèse et effectuera également un examen physique complet afin de vérifier les problèmes médicaux qui pourraient être à l'origine ou qui pourraient contribuer au problème ; des analyses de sang et d'urine simples peuvent écarter d'autres causes médicales de symptômes ». Il existe des effets secondaires liés à la prise d'antipsychotiques : les neuroleptiques peuvent être la cause d'hypertension artérielle et hypercholestérolémie[réf. nécessaire]. Les neuroleptiques favorisent également la prise de poids et augmentent le risque de développer le diabète, Le syndrome malin aux neuroleptiques met en jeu le pronostic vital.

## Histoire
Depuis le début des années 1800, la schizophrénie a été reconnue comme un trouble psychologique, le cas le plus célèbre étant celui de James Tilly Matthews décrit par John Haslam en 1810. Il a été ensuite décrit pour la première fois en 1883, par Emil Kraepelin comme une démence précoce, ou la détérioration prématurée du cerveau. Elle est considérée comme incurable et irréversible. À cette époque très peu de diagnostics sont posés pour une démence précoce en raison du peu de symptômes caractérisant ce trouble. Des années plus tard, Eugen Bleuler a inventé l'expression schizophrénie, littéralement pour signifier « scission de l'esprit ».
Eugen Bleuler pense que le trouble amenant une personne à ne plus être en possession de ces pleines capacités mentales est dû à une déficience dans les associations mentales entre la pensée, le langage, les émotions, la mémoire et la résolution de problèmes, en raison de l'éclatement de leur esprit. Finalement, le diagnostic de schizophrénie a été réduit à un ensemble de types spécifiques de symptômes nécessaires à diagnostiquer le trouble, et a également été divisé en plusieurs types : paranoïde, désorganisé, et catatonique (chacune avec leurs propres symptômes spécifiques ), et une schizophrénie dite indifférenciée ou résiduelle, qui présente peu de symptômes résiduels de la schizophrénie.
Au cours de la Seconde Guerre mondiale, le parti national-socialiste a tenté d'éradiquer la schizophrénie par la stérilisation forcée et en tuant les patients psychiatriques.
À partir de 2013, avec la publication de la nouvelle DSM-5, les différents sous-types de la schizophrénie ne sont plus spécifiés ou différenciés de la schizophrénie dans le manuel. Au lieu de cela, la schizophrénie est considérée comme un trouble mental avec un éventail de symptômes différents. Le traitement pour les personnes souffrant de schizophrénie est décidé sur la base des types de symptômes qui sont exposés dans chaque cas particulier.